# Luna 6
Luna 6 in russo Луна-6? fu una sonda spaziale lanciata dall'URSS con l'intenzione di effettuare un atterraggio morbido sulla Luna. A causa di una mancata correzione di rotta, mancò il bersaglio di 159.612,8 km.

## La missione
Luna 6 fu lanciata l'8 giugno del 1965 alle 07:41:00 UTC. Tutto proseguì alla perfezione fino alla principale correzione di rotta avvenuta il 9 giugno. Fu acceso il razzo frenante ma non fu più possibile spegnerlo e questo esaurì tutto il combustibile della sonda.
Una indagine svolta successivamente dimostrò che il malfunzionamento fu causato da un errore umano, infatti fu mandato un comando errato al timer che governava lo spegnimento del motore. 

Sebbene la sonda viaggiasse su una traiettoria completamente errata, i controllori di terra eseguirono ugualmente le procedure e i test per un allunaggio, riscontrando che la macchina avrebbe funzionato correttamente.
Luna 6 sfiorò la Luna l'11 giugno 1965 a circa 160.000 km e si immise probabilmente in un'orbita eliocentrica. I contatti furono mantenuti fino a 600.000 km dalla Terra.